# Lionel Nallet
Lionel Nallet (* 14. September 1976 in Bourg-en-Bresse, Ain) ist ein ehemaliger französischer Rugby-Union-Spieler. Er spielte als Zweite-Reihe-Stürmer für Racing Métro 92 und war Kapitän der französischen Nationalmannschaft.
Nallet begann seine Karriere beim unterklassigen US Bressane und wechselte 1998 zu CS Bourgoin-Jallieu. Dort spielte er bis zum Jahr 2003, als er zu Castres wechselte, wo er auch Kapitän war. Er gab sein internationales Debüt am 28. Mai 2000 gegen Rumänien in Bukarest und erzielte dabei auch seinen ersten Versuch. Obwohl er in Vorbereitung der Weltmeisterschaft 2003 meist zum Kader Frankreichs gehörte, wurde er nicht für die WM nominiert.
Erst am Ende des Jahres 2005 kehrte Nallet in die Nationalmannschaft zurück. Er spielte bei der Verteidigung des Titels bei den Six Nations eine zentrale Rolle und wurde auch für die Weltmeisterschaft im eigenen Land nominiert. Er wurde Sébastien Chabal vorgezogen, spielte an der Seite von Fabien Pelous und erreichte mit dem Team das Halbfinale.
Nachdem Pelous und Raphaël Ibañez ihre Nationalmannschaftskarriere nach dem Turnier beendeten und mit Marc Lièvremont ein neuer Trainer engagiert wurde, wurde Nallet zum Kapitän Frankreichs bei den Six Nations 2008. Mit dem Ende der Saison 2008/09 verließ er Castres und wechselte zum Aufsteiger Racing Métro 92. 2015 beendete er seine aktive Karriere by Lyon.